# 웰빙 다이어리
웰빙 다이어리는 CBS 표준FM에서 2005년 9월 5일부터 2015년 9월 12일까지 10년간 방송했던 라디오 건강정보 프로그램이다.

## 역대 방송시간
| 방송 채널  | 방송 기간                         | 방송 시간                         |
| ---------- | --------------------------------- | --------------------------------- |
| CBS 표준FM | 2005년 9월 5일 ~ 2008년 5월 10일  | 월~토요일 오전 11:10 ~ 오전 11:30 |
| CBS 표준FM | 2008년 5월 12일 ~ 2015년 9월 12일 | 월~토요일 오전 11:05 ~ 오전 11:30 |

## 역대 진행자
- 2005년 9월 5일 ~ 2006년 12월 30일 : 이명희 아나운서
- 2007년 1월 1일 ~ 2013년 4월 27일 : 변춘애 PD
- 2013년 4월 29일 ~ 2014년 5월 17일 : 최정원 아나운서
- 2014년 5월 19일 ~ 2014년 11월 8일 : 송정훈 아나운서
- 2014년 11월 10일 ~ 2015년 9월 12일 : 유지수 아나운서